# Ofensiva de Erzurum
A Ofensiva de Erzurum (em russo: Erрзурумское сражение Erzurumskoe srazhenie; em turco: Erzurum Taarruzu) ou Batalha de Erzurum (em turco: Erzurum Muharebesi) foi uma grande ofensiva de inverno do Exército Imperial Russo na Campanha do Cáucaso, durante a Primeira Guerra Mundial. que levou a captura da cidade estratégica de Erzurum. As forças otomanas, nos bairros de inverno, sofreram uma série de reveses inesperados que levaram a uma vitória russa.

## Antecedentes
Após a derrota na Batalha de Sarecamixe, os otomanos tentaram se reorganizar. O Genocídio armênio fez com que o fornecimento de suas forças fosse um problema. O comércio de armênios, que havia abastecido o Exército otomano, foi interrompido. A demissão de soldados armênios em batalhões de trabalhadores e seus massacres agravaram ainda mais o problema. No entanto, ao longo de 1915, os setores do norte dessa frente permaneceram calados.
Ao mesmo tempo, o fim da Campanha de Galípoli libertaria consideráveis soldados turcos. Nikolai Yudenich, comandante do Exército Russo do Cáucaso, sabia disso e preparou-se para lançar uma ofensiva. Ele esperava pegar a fortaleza principal de Erzurum na área, seguida por Trebizonda. Foi uma campanha difícil porque Erzurum foi protegido por vários fortes nas montanhas.
Oito dessas divisões foram designadas para a Frente do Cáucaso. Yudenich acreditava que ele poderia lançar uma ofensiva antes que essas divisões pudessem estar prontas para a batalha.

## Forças
A Batalha de Erzurum foi marcada pela disputa de duas das grandes forças da Primeira Guerra Mundial: o Império Russo versus o Império Otomano.

### Império Russo
Os russos tinham uma força de 130 000 de infantaria e 35 000 de cavalaria. Além disso, eles tinham 160 mil soldados em reserva, 150 caminhões de suprimentos e 20 aviões do Serviço Aéreo da Rússia Imperial.

### Império Otomano
O Alto Comando Otomano não conseguiu compensar as perdas de 1915. A guerra em Galípoli estava usando todos os recursos e mão de obra. Os IX, X e XI Corpos não puderam ser reforçados e, além disso, as 1ª e 5ª Forças Expedicionárias foram mobilizadas para a Campanha da Mesopotâmia, que não mostrou sinais de terminar em breve. O Alto Comando Otomano, reconhecendo a terrível situação em outras frentes, decidiu que esta região era de importância secundária. Em janeiro de 1916, as forças otomanas eram 126 000 homens, apenas 50 539 eram soldados de combate. Havia 74 057 rifle, 77 metralhadoras e 180 peças de artilharia.
Muitos dos canhões que deveriam defender a cidade foram transferidos para Gallipoli para combater as forças britânicas. As armas que restaram na região eram armas mais antigas e não estavam em boas condições. Os soldados não estavam em boas condições. Eles sofriam de comida inadequada, como era típico de muitos soldados turcos na época. As forças otomanas na Campanha do Cáucaso eram grandes no papel, mas não no terreno. Outra fonte afirma que 78 000 tropas estavam nessa região, talvez associando o número de rifles a soldados reais.

## Operações
O Alto Comando Otomano não esperava operações russas durante o inverno. Mahmut Kâmil estava em Istambul e seu chefe de gabinete, coronel Felix Guse, estava na Alemanha. O general Yudenich lançou uma grande ofensiva de inverno. No meio de janeiro, havia neve pesada, que muitas vezes chegava a 4 pés (1,2 metros) de altura.

### Linhas de defesa
Os russos, apesar de terem uma ligeira vantagem nos números, não podiam confiar apenas nos números. Por essa razão, o plano russo era romper uma parte fraca da linha de defesa otomana.
Em 10 de janeiro, a ofensiva inicial foi dirigida ao XI Corps. O primeiro compromisso foi na aldeia de Azkani e na sua crista de montanha de Kara Urgan. Em quatro dias, os russos conseguiram romper o XI Corpo. As perdas do XI Corps foram altas.
Em 17 de janeiro, na Batalha de Koprukoy, as forças em Köprüköy (a principal cidade na estrada para Erzurum) foram forçadas a sair. Em 18 de janeiro, as forças russas se aproximaram de Hasankale, uma cidade na estrada para Erzurum e a nova localização da sede do Terceiro Exército, em 23 de janeiro. Em apenas uma semana, a formação defensiva foi dissolvida.
Em 29 de janeiro, Mahmut Kâmil retornou de Istambul. Ele podia sentir que os russos não atacariam apenas Erzurum, mas também renovariam o flanco sulista ofensivo ao redor do Lago de Vã. Hınıs, localizada mais ao sul, foi tomada em 7 de fevereiro para evitar que entrassem reforços de Muxe. Mahmut Kâmil tentou reforçar as linhas defensivas. Isso atraiu a maioria das reservas turcas e desviou a atenção delas do ataque decisivo mais ao norte. No mesmo dia, as forças russas capturaram Muxe após a Batalha de Muxe. Muxe estava a setenta milhas de Erzurum.
Nos dias 11 e 12 de fevereiro, o cume Deve-Boyun, importante plataforma de artilharia, foi palco de intensos combates. Ao norte da cordilheira de Deve Boyun, as colunas russas se aproximavam da cordilheira de Kargapazar, que os turcos consideravam intransitáveis. O X Corpo Turco guardou aquele setor da linha, e seu comandante posicionou suas divisões para que não se apoiassem mutuamente. Mahmut Kamil tinha cinco divisões na área do cume Deve-Boyun, mas demorou a reagir ao que estava acontecendo ao norte daquela posição.

### Cidade de Erzurum
A Fortaleza estava sob ameaça russa, tanto do norte quanto do leste. Com as vitórias, o exército russo havia liberado as abordagens de Erzurum. Os russos agora planejavam tomar Erzurum, um forte fortificado. Erzurum foi considerado como a segunda cidade melhor defendida no Império Otomano. A Fortaleza foi defendida por 235 peças de artilharia. As fortificações cobriam a cidade em um arco de 180 graus em dois anéis. Havia onze fortes e baterias cobrindo a área central. Os flancos eram guardados por um grupo de dois fortes em cada flanco. O terceiro exército otomano não dispunha dos soldados para manejar adequadamente o perímetro. Além disso, as baixas totalizaram 10 000 e mais 5 000 foram feitas prisioneiras, 16 peças de artilharia foram perdidas e 40 000 homens encontraram refúgio na Erzurum Fortress.

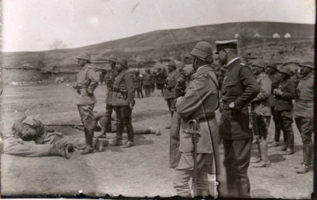
Terceiro Exército turco

Em 11 de fevereiro, os russos começaram a bombardear as formações fortificadas ao redor de Erzurum. Lutas violentas irromperam. Batalhões turcos de 350 homens tiveram que se defender contra batalhões russos de 1 000 homens. Havia poucos reforços para os turcos sitiados. Em três dias, os russos conseguiram alcançar as alturas com vista para a planície de Erzurum. Agora era óbvio para o comando do Terceiro Exército turco que a cidade estava perdida. Unidades turcas começaram a se retirar das zonas fortificadas na frente e também evacuar a cidade de Erzurum.
Em 12 de fevereiro, o Forte Kara-gobek foi levado. No dia 13, os russos continuaram seus ataques.
Em 14 de fevereiro, o Forte Tafet foi tomado e, com isso, os russos penetraram através dos dois anéis das defesas das cidades.
Em 15 de fevereiro, os fortes remanescentes em torno de Erzurum foram evacuados.
No início da manhã de 16 de fevereiro, cossacos russos estavam entre os primeiros a entrar na cidade. As unidades turcas haviam retirado com sucesso e evitado o cerco, no entanto, as baixas já eram altas. 327 peças de artilharia foram perdidas para os russos. Unidades de apoio do Terceiro Exército e cerca de 250 feridos no hospital de Erzurum foram feitos prisioneiros.
Enquanto o reconhecimento aéreo revelou que os turcos estavam recuando, a busca russa não foi eficaz como poderia ter sido. Enquanto isso, remanescentes dos Corpos X e XI estabeleceram outra linha defensiva, 8 quilômetros a leste de Erzurum.

## Vítimas

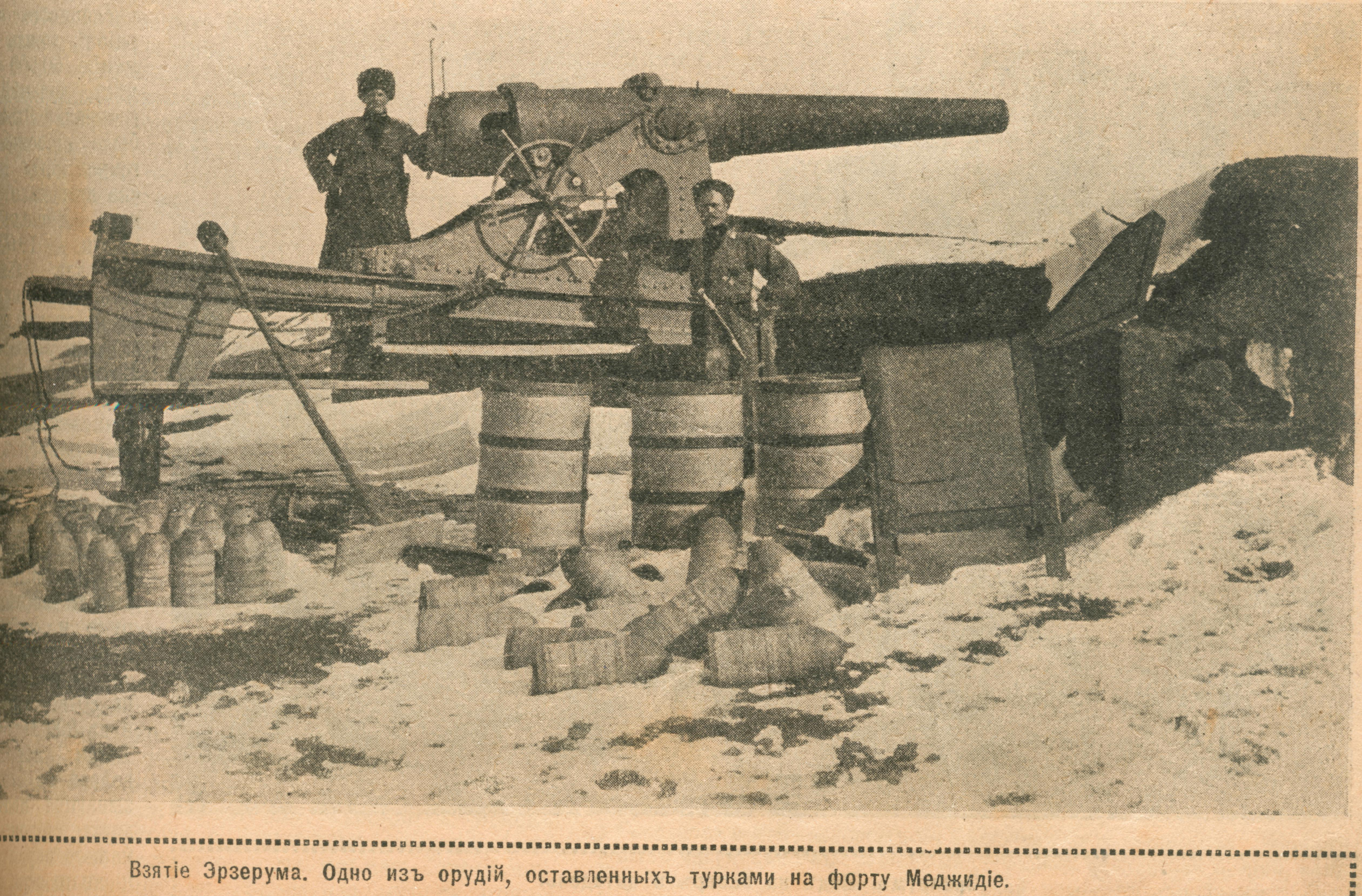
Os soldados russos na frente de armas turcas capturadas

A fase inicial da ofensiva, conhecida como Batalha de Koprukoy, resultou em 20 000 baixas para os otomanos e 12 000 para os russos. No final da ofensiva, na tomada da própria cidade de Erzurum, os russos capturaram cerca de nove normas, cinco mil prisioneiros e 327 canhões. Os otomanos perderam cerca de 10 mil homens mortos e feridos, além de 5 mil prisioneiros. Os russos perderam 1 000 mortos, 4 000 feridos e 4 000 ficaram afetados por geladura.

## Consequência
O Império Otomano não teve a chance de aproveitar a vitória na Campanha de Galípoli. A perda de Erzurum mudou a atmosfera em um instante. O V Corpo do exército (consistindo das 10° e 13° divisões) desdobrou-se de Galípoli. Em 27 de fevereiro, Mahmut Kâmil foi substituído por Vehip Paşa. A nova localização da sede tornou-se Erzinjane. Naquela época o 3º Exército tinha apenas 25 500 homens, 76 metralhadoras e 86 peças de artilharia prontas. Como resultado adicional da Campanha Erzurum, o Trebizonda caiu em abril.

## Na literatura
A Batalha de Erzurum forma o clímax do romance Greenmantle, o segundo de nove romances do romancista escocês John Buchan.